# Mike Laughton
Michael Frederick Laughton (Nelson, 21 febbraio 1944) è un ex hockeista su ghiaccio canadese.

## Carriera
Mike Laughton iniziò a giocare ad hockey in una formazione giovanile della sua città natale, Nelson. Nel 1962 esordì da professionista nella Western International Hockey League con i Nelson Maple Leafs. Nella stagione 1966-67 giocò per un'altra formazione della lega anch'essa affiliata alla franchigia della National Hockey League dei Toronto Maple Leafs.
Nell'estate del 1967 durante l'NHL Expansion Draft Laughton fu scelto dagli Oakland Seals, una delle sei nuove franchigie iscritte alla National Hockey League.  Restò ad Oakland per quattro stagioni per un totale di 93 punti in 200 partite disputate, oltre a brevi prestiti in Western Hockey League e American Hockey League.
Nell'ottobre del 1971 si trasferì ai Montreal Canadiens disputando tutta la stagione in AHL con il farm team dei Nova Scotia Voyageurs, formazione vincitrice quell'anno della Calder Cup. Nelle tre stagioni successive Laughton lasciò la NHL per approdare nella World Hockey Association, lega professionistica nata come concorrente proprio della NHL. Dopo un primo ritiro avvenuto nel 1975 Laughton fece ritorno a Nelson per giocare altre due stagioni in WIHL con i Maple Leafs.

## Palmarès

### Club
- Calder Cup: 1

Nova Scotia: 1971-1972

### Individuale
- WIHL Second All-Star Team: 1

1976-1977